# 1261
Високе Середньовіччя •  Реконкіста •  Хрестові походи •  Монгольська імперія

## Геополітична ситуація
Відновилася Візантійська імперія, хоча на колишній її території існує ще кілька незалежних держав. У Священній Римській імперії триває період міжцарства (до 1273). У Франції править Людовик IX (до 1270).
Апеннінський півострів розділений: північ належить Священній Римській імперії, середню частину займає Папська область, південь належить Сицилійському королівству. Деякі міста півночі: Венеція, Піза, Генуя тощо, мають статус міст-республік.
Майже весь Піренейський півострів займають християнські Кастилія, Леон (Астурія, Галісія), Наварра, Арагонське королівство (Арагон, Барселона) та Португалія, під владою маврів залишилися тільки землі на самому півдні. Генріх III є королем Англії (до 1272), а королем Данії — Ерік V (до 1286).
Ярлик від Золотої Орди на княжіння у Володимирі-на-Клязьмі має Олександр Невський. Король Русі Данило Романович править у Галичі. На чолі королівства Угорщина стоїть Бела IV (до 1270). У Кракові княжить Болеслав V Сором'язливий (до 1279).
Монгольська імперія займає більшу частину Азії. Північний Китай підкорений монголами, на півдні династія Сун усе ще чинить опір. У Єгипті правлять мамлюки. Невеликі території на Близькому Сході утримують хрестоносці. Альмохади все ще зберігають владу в частині Магрибу. Делійський султанат є наймогутнішою державою Північної Індії, а на півдні Індії домінує Чола. В Японії триває період Камакура.
Цивілізація мая переживає посткласичний період. Почала зароджуватися цивілізація ацтеків.

## Події
- На вимогу Бурундая князі розметали укріплення Львова, Данилова, Стіжка, Кременця, Луцька.
- Укладено Німфейський договір, який надавав Генуї найширші торгові привілеї в обмін на допомогу у відвоюванні Константинополя, колишньої столиці Візантії.
- 25 липня Михайло VIII Палеолог без бою зайняв Константинополь і проголосив себе імператором. Латинська імперія, створена після четвертого хрестового походу, припинила своє існування.
- Папа римський Олександр IV заборонив флагелянство — публічне самобичування, що набуло популярності на півночі Італії.
- Англійський король Генріх III отримав від папи римського Олександра IV звільнення від обіцянки дотримуватися Оксфордських провізій, що надалі спричинило Другу баронську війну.
- Розпочався понтифікат Урбана IV.
- Угорський король Бела IV дав відсіч нападу ординців.
- Литовський князь Міндовг завдав поразки об'єднаним польсько-тевтонським військам, підтримуючи повстання прусів.
- Король Норвегії Гокон IV коронував свого сина Магнуса VI.
- Правитель Єгипту Бейбарс встановив у Каїрі маріонетковий халіфат.
- У Монгольскій імперії продовжується боротьба за титул великого хана між братами Ариг-бугою та Хубілаєм. Хубілай вирішив збудувати свою столицю на місці сучасного Пекіна.
- Китайський математик Ян Хуей уперше опублікував трикутник Паскаля.

## Народились
- 9 жовтня — Дініш, король Португалії.
- Отто III Віттельсбах, герцог Нижньої Баварії, король Угорщини (1305—1307)